# 克萊門茨維爾 (愛達荷州)
克萊門茨維爾（英語：Clementsville）是位於美國愛達荷州提頓縣的一個非建制地區。該地的面積和人口皆未知。

## 地理
克萊門茨維爾的座標為43°52′36″N 111°22′12″W / 43.87667°N 111.37000°W，而該地的平均海拔高度為1828米（即5997英尺）。